# Megasporaceae
Famille
Les Megasporaceae sont une famille de champignons ascomycètes. Elle comporte 236 espèces de lichens encroûtants, associés à des algues vertes du groupe des chlorococcales.

## Liste des genres
Selon Myconet :
- Aspicilia
- Lobothallia
- Megaspora